# Tembeassu marauna
Tembeassu marauna és una espècie de peix pertanyent a la família dels apteronòtids i l'única del gènere Tembeassu.

## Descripció
- Pot arribar a fer 19,6 cm de llargària màxima.
- Igual que altres membres de la seua família, té forma de ganivet, una aleta anal allargada, un apèndix electroreceptiu al dors i manca d'aletes pelvianes i dorsal.
- La seua gamma de colors varia entre el marró clar i el gris-marró.
- Cap allargat, amb un musell arrodonit i un perfil dorsal recte.
- Dents allargades i còniques (en té 15 a la part davantera de la mandíbula superior i al voltant de 30 a la mandíbula inferior).[5][6][7]

## Hàbitat
És un peix d'aigua dolça, bentopelàgic i de clima tropical.

## Distribució geogràfica
Es troba a Sud-amèrica: conca del riu Paranà.

## Observacions
És inofensiu per als humans.